# Sandviken (Gotland)

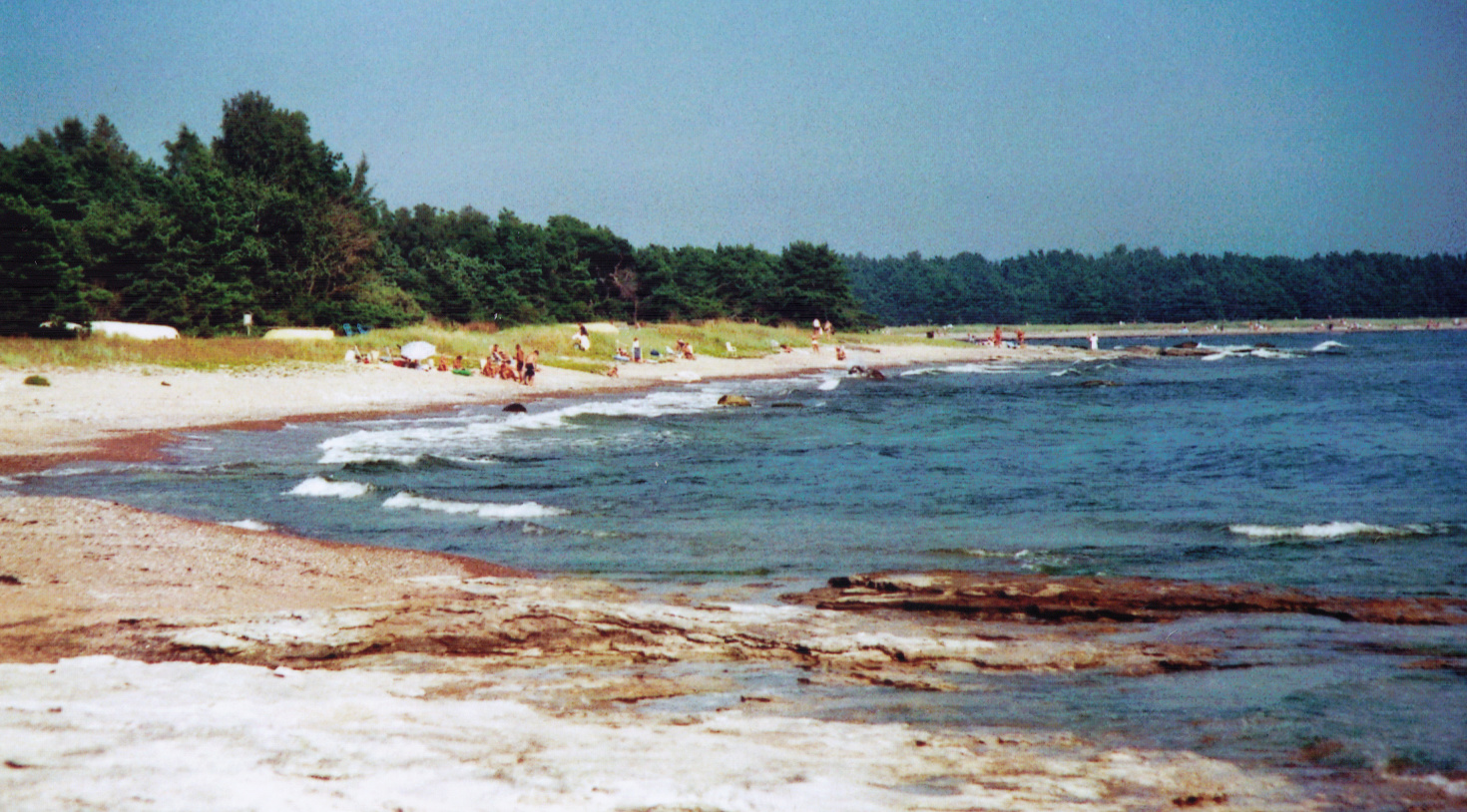
Sandviken

Sandviken ist eine Bucht, ein Naturreservat und ein Natura-2000-Gebiet
auf der schwedischen Insel Gotland, die zwischen Sysneudd und Gryngudd südlich von Katthammarsvik liegt.
Das Naturreservat umfasst einen 600 m langen und 150 m breiten Badestrand und einen Bereich im Wasser vor dem Strand. Nahe am Meer bildet der Sand einen etwa 20 m breiten Wall aus niedrigen Dünen.
Strandroggen,
Rohr-Schwingel
und Gewöhnliche Quecke
und der später nach Gotland eingewanderte
Tataren-Lattich (mulgedium tataricum, schwedisch sandsallat)
dominieren den Bewuchs. Innerhalb der Dünen gibt es einen 40–80 m breiten Streifen mit Sandgrasheide (schwedisch sandgräshed), der unter anderem mit
Sand-Thymian,
Echtes Labkraut,
Hasen-Klee,
Großer Klappertopf
und Strand-Wegerich
sowie einzelnen Pflanzen von Heide-Wacholder
und kleinen Gruppen von Waldkiefern
bewachsen ist.